# Mto wa Mbu
Mto wa Mbu (Swahili voor Rivier van muggen) is een dorp in Tanzania gelegen ten noorden van het Manyarameer in de Riftvallei in het district Monduli van de regio Arusha. Het dorp dankt zijn naam aan de aanwezigheid van de vele muggen die hier, door de aanwezigheid van water, te vinden zijn. Veel toeristen passeren dit dorpje als zij vanuit Arusha op weg gaan naar de Ngorongorokrater.